# 普賴斯代爾 (密西西比州)
普賴斯代爾（英語：Pricedale）是位於美國密西西比州派克縣的非建制地區。

## 歷史
普賴斯代爾的郵局於1935年設立，其後於1955年停運。

## 地理
普賴斯代爾所處的海拔為高於海平面102米（即335英呎），而該地所採用的時區為UTC-6，即北美中部時區（CST）。同時該地設有夏令時間，為UTC-6調快一小時，即UTC-5（CDT）。